# Wootton (Vale of White Horse)
Wootton is een civil parish in het bestuurlijke gebied Vale of White Horse, in het Engelse graafschap Oxfordshire met 2709 inwoners.